# Knife. Gedanken nach einem Mordversuch
Knife. Gedanken nach einem Mordversuch (englischer Originaltitel: Knife. Meditations After an Attempted Murder) ist ein autobiografisches Buch des Schriftstellers Salman Rushdie aus dem Jahr 2024. Der Titel Knife verweist auf das Messer, mit dem ein Attentäter im August 2022 auf einer Podiumsdiskussion in Chautauqua, New York auf Rushdie einstach. In Ich-Form berichtet der Autor über die Tat, bei der er ein Auge verlor, und seine anschließende Genesung. Sie wird zum Ausgangspunkt von Gedanken über sein Leben, sein Werk sowie die Stellung von Kunst und Religion in der Gesellschaft.

## Inhalt

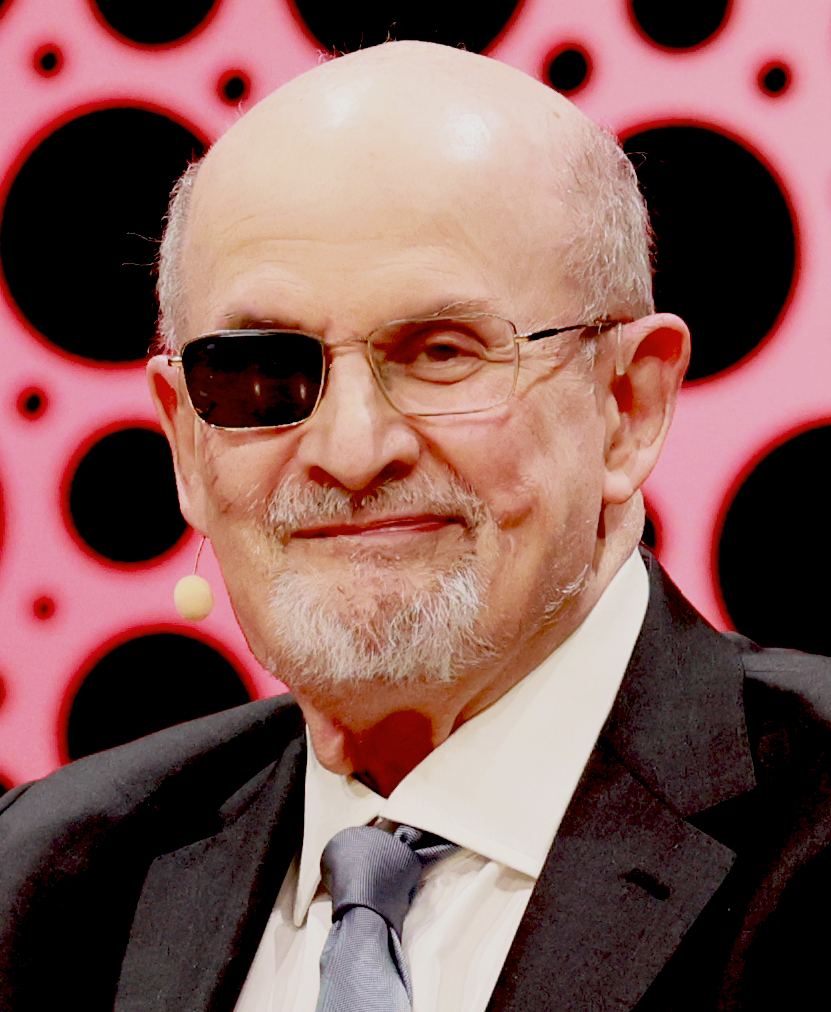
Salman Rushdie (2023)

Am 12. August 2022 nimmt Salman Rushdie an der Chautauqua Institution in Chautauqua, New York, an einer Podiumsdiskussion über die Schaffung sicherer Zufluchtstätten für verfolgte und bedrohte Autoren teil, als ein islamistisch motivierter Attentäter die Bühne erstürmt und ihn durch zahlreiche Messerstiche in Hals, Gesicht, Leber und Arm lebensgefährlich verletzt. Rushdie nennt den Attentäter im Weiteren nicht beim Namen, sondern kürzt ihn „A.“ ab – in Gedanken nennt er ihn bloß „Arschloch (Asshole)“.
Durch das rasche Eingreifen von Teilnehmern und Besuchern überlebt Rushdie das Attentat und wird in ein Krankenhaus in Erie, Pennsylvania, geflogen. Die schwierige Rekonvaleszenz und den Verlust des rechten Auges, der eine Urangst des Autors vor Erblindung zum Vorschein bringt, beschreibt Rushdie aber nicht als eine Leidenszeit. Es ist für ihn vor allem auch eine Zeit der Dankbarkeit gegenüber all jenen Menschen, die ihm helfen und zur Seite stehen, angefangen mit seiner Familie, seinen Freunden und seiner Ehefrau, der afroamerikanischen Schriftstellerin Rachel Eliza Griffiths. Er rekapituliert seine späte Beziehung zu ihr als eine des reinen Glückes.
Rushdie blickt noch einmal zurück auf die Veröffentlichung der Satanischen Verse im Jahr 1988, den Hass, den dieses Buch, das die liebevolle Beschreibung einer indischen Familie sein sollte, in radikal-islamistischen Kreisen ausgelöst hat, bis hin zur Fatwa, einem Mordaufruf durch den iranischen Führer und  Ajatollah Chomeini. Er beschreibt aber auch das Unverständnis und die Gleichgültigkeit, mit denen viele westliche Liberale dem Buch, seinem Autor und dessen Bedrohung begegnet sind. Nachdem Rushdie sich die Freiheit zurückerobert hat, ohne Ängste vor Anschlägen in der Öffentlichkeit aufzutreten, befürchtet er, dass das Attentat erneut den Blick auf sein Gesamtwerk verzerren und überlagern könnte. Dennoch ist Rushdie überzeugt, dass der Anschlag sein Schreiben nicht beeinflussen werde; ein Akt der Gewalt habe zur Kunst nichts beizutragen.
Der Persönlichkeit seines Attentäters nähert sich Rushdie in fiktiven Gesprächen, in denen der junge Mann seiner umfassenden kulturellen Bildung nur die Hass-Propaganda eines YouTube-Islamisten namens „Imam Yutubi“ entgegenhalten kann. A. ist ein Kind der Zeit, geprägt von der Desinformation des Internets und Gewaltspielen. Rushdie fragt sich, ob die Grausamkeit schon immer in ihm gesteckt hat oder ob der beeinflussbare Jugendliche erst durch einen Besuch bei seinem Vater im Libanon radikalisiert worden sei. Wesentlich scheint ihm jedenfalls zu sein, dass A. ein Incel ist, ein Mensch, der nicht geliebt wird, denn alle islamistischen Attentäter, so auch jene des 11. Septembers 2001, hätten gemein, dass sie keine liebenden und mitfühlenden Angehörigen zurückließen. Das Bedürfnis, seinem Attentäter im Prozess gegenüberzutreten, nimmt im Lauf der Zeit immer mehr ab. Rushdie möchte ihm nurmehr sagen, dass er und seine Ideologie ihn nicht interessieren. Er ist froh, dass er sein Leben weiterleben kann und nicht das des Attentäters leben muss.
Dennoch ist es für Rushdie wichtig, sich mit dem Attentat schreibend auseinanderzusetzen. Nach dem Erscheinen von Victory City im Jahr 2023 realisiert er, dass er keinen weiteren fiktiven Roman schreiben kann, ehe er sich den realen Ereignissen in seinem Leben gestellt hat. Des Themas selbst überdrüssig, gibt der Atheist Rushdie eine abschließende Stellungnahme zur Religion ab, die so lange unproblematisch sei, so lange sie privat ausgelebt werde, aber zur Gefahr werde, wenn sie politisch oder gar zur Waffe werde und andere Meinungen unterdrücke. Die Radikalisierung des Christentums und Hinduismus sei eine Bedrohung der Freiheit im Westen und in Indien, die Radikalisierung des Islams für viele Unrechtsregime, aber auch für die Attentate auf Nagib Mahfuz und ihn selbst verantwortlich. Bei einem erneuten Besuch in Chautauqua kann Rushdie zum ersten Mal seinen Frieden mit den Ereignissen schließen. Seine Frau Eliza und er haben sich ihr Glück aufs Neue erschaffen: ein verletztes, aber ein tragfähiges Glück.

## Rezeption
„Die Geschichte von Salman Rushdie ist die Geschichte unserer Gegenwart“, urteilt Nils Minkmar in der Süddeutschen Zeitung, und er liest den Roman vor dem geopolitischen Hintergrund des russischen Überfalls auf die Ukraine und des iranischen Angriffs auf Israel: „Was in der Ukraine, in Israel und auf der ganzen Welt zu verteidigen ist, daran erinnert auf meisterliche Weise dieses zärtliche, humorvolle und leider so politische Buch.“ Den englischen Titel Knife nennt Jens Büchsenmann „knapp und düster“.
Jan Wiele liest Rushdies „zwischen Memoir und Essay changierende[n] Überlebenstext“ in der Frankfurter Allgemeinen Zeitung als ein „selbsttherapeutische[s] Werk“, in dem sich der Autor der Methode der freien Assoziation aus dem Fundus der Literatur bediene. Adam Soboczynski in der Zeit findet im Text ein „Essay über Literatur und Literaten, über die Metapher des Messers und die Intimität des Mordens“, das „archetypische Psychogramm eines islamistischen Attentäters“, aber auch ein Journal über die Liebe zur Familie und zur Ehefrau.
Für Ulrich Gutmair in der tageszeitung ist Knife ein Buch über die „Arroganz der Dummen und Humorlosen, vor allem aber ein Buch über die Schönheit von Liebe und Solidarität“. Rushdies Übersetzer Bernhard Robben rühmt im Norddeutschen Rundfunk: „All das beschreibt er sehr, sehr schön, zu Tränen rührend schön.“ Joachim Scholl hält Knife in Deutschlandfunk Kultur für „das bewegendste Buch, das Salman Rushdie je geschrieben hat.“ Er liest es gleichermaßen mit Bewunderung und Bedrückung.
Roman Bucheli zieht in der Neuen Zürcher Zeitung das Fazit: „Der kämpferische und unbeugsame Salman Rushdie kehrt zurück.“ Und mit ihm kehre eine Fähigkeit zurück, die allen Attentätern und Despoten dieser Welt fehle: der Humor. „Das ist der Rushdie, den ich liebe. Ein genauer, ein mutiger Beobachter,“ bekennt Arno Widmann in der Frankfurter Rundschau: „Natürlich ist es ein großartig geschriebenes Buch. Und es ist verstörend.“ Für Gerrit Bartels im Tagesspiegel hat Rushdie durch die Niederschrift von Knife „seine Freiheit ein weiteres Mal wiedergewonnen.“ Und er beweise: „Der Worte, die immer gewinnen, geht dieser bewundernswerte Schriftsteller nie verlustig.“

## Ausgaben
- Salman Rushdie: Knife. Meditations After an Attempted Murder. Random House, New York 2024, ISBN 978-0-593-73024-9.
- Salman Rushdie: Knife. Gedanken nach einem Mordversuch. Aus dem Englischen von Bernhard Robben. Penguin, München 2024, ISBN 978-3-328-60327-6.
- Salman Rushdie: Knife. Gedanken nach einem Mordversuch. Aus dem Englischen von Bernhard Robben. Gelesen von Felix von Manteuffel. Der Hörverlag, München 2024, ISBN 978-3-8445-5150-1.